# Brithombar
Brithombar, que significa ‘Tierra del Brithon’ en sindarin, es un lugar ficticio del legendarium del escritor J. R. R. Tolkien, que aparece en la novela El Silmarillion. Es el puerto occidental de las Falas, situado en la desembocadura del río Brithon, de donde toma su nombre. 
Fue fundado durante la Edad de los Árboles por los Teleri al mando de Círdan, el Carpintero de Barcos, junto con el puerto de Eglarest. Fue sitiado por Morgoth al comienzo de la Primera Edad del Sol y liberado y reconstruido por los Noldor tras su llegada desde Aman por el Helcaraxë. Durante la Nírnaeth Arnoediad, muchos buscaron refugio tras los altos muros de Bhithombar, pero Morgoth acabó destruyendo el puerto y los supervivientes escaparon a la Isla de Balar con Círdan y Gil-galad.